# Perizoma interrupta
Perizoma interrupta är en fjärilsart som beskrevs av Boldt 1927. Perizoma interrupta ingår i släktet Perizoma och familjen mätare. Inga underarter finns listade i Catalogue of Life.